# Hana Růžičková
Hana Růžičková (Třebotov, 18 febbraio 1941 – Praga, 29 maggio 1981) è stata una ginnasta cecoslovacca.

## Palmarès

### Olimpiadi
- 2 medaglie:
  - 2 argenti (Tokyo 1964 a squadre; Città del Messico 1968 a squadre)

### Mondiali
- 1 medaglia:
  - 1 argento (Praga 1962 a squadre)